# Diouroum
Diouroum est une localité située dans le département de Tougan de la province du Sourou dans la région de la Boucle du Mouhoun au Burkina Faso.

## Géographie
Le village est traversé par la route nationale 10.